# Elect the Dead
Elect the Dead ist das erste Soloalbum von Serj Tankian, dem Sänger der Alternative-Metal-Band System of a Down. Es wurde in den USA am 22. Oktober 2007 veröffentlicht. Das Album wurde über Tankians Label Serjical Strike herausgebracht und von ihm produziert.
Elect the Dead ist dem Genre des Alternative Rock zuzuordnen. Obwohl es sich im Gesamten von den letzten System-of-a-Down-Alben unterscheidet, kann man bekannte Elemente der Band wiedererkennen, vor allem im Spannungsaufbau.

## Entstehung
Nachdem System of a Down 2005 im Abstand von einem halben Jahr die beiden Alben Mezmerize und Hypnotize herausgebracht hatte, entschlossen sich die Bandmitglieder, eine kreative Pause einzulegen und erstmal Soloprojekte zu verfolgen.
Elect the Dead besteht aus Liedern, die Tankian teilweise schon länger mit sich rumschleppte. Das Album nahm er anfangs komplett alleine auf. Im Studio spielte er auf jedem Instrument die Stücke nacheinander ein. Tankian sagte dazu: 

„Ich habe alle Klavierparts gespielt, den Großteil der Gitarren und Bässe und alle Synthies. Ich habe alle Streicherparts selbst komponiert, sogar die Drumparts habe ich fast alle geschrieben. […] Ich habe mit dem Piano, der Akustik-Gitarre und den groben Vokals angefangen. Danach habe ich die Drums elektronisch einprogrammiert und die restlichen Instrumente eingespielt.“

Für die Feinarbeiten lud er sich anschließend mehrere Gastmusiker in sein Studio ein. Sein System-of-a-Down-Bandkollege John Dolmayan und Guns-N’-Roses-Schlagzeuger Bryan Mantia ersetzten die bisher von ihm verwendeten Loops. Dafür spielten sie teilweise parallel die Lieder ein und entschieden dann gemeinsam, welcher Teil wo am besten passte. Dadurch enthalten manche der Lieder Teile von allen drei Schlagzeugaufnahmen. Dan Monti unterstützte die vorhandenen Einspielungen auf der Gitarre und am Bass. Die weiblichen Gesangsparts übernahm die Opernsängerin Ani Maldjian (Lie Lie Lie, Saving Us). Dazu kamen noch einige Streicher. Die meisten Lieder enthalten zahlreiche nebeneinander ablaufende Tonspuren. So sind immer mindestens sieben Gitarren zu hören, vier Schlagzeuge, zwei bis drei Bässe und einige weitere Instrumente. Auch die Chöre sind auf diese Art entstanden und sind am Album alle Tankians Stimme auf mehreren Tonspuren.

## Titelliste
1. Empty Walls – 3:49 (Video: Tony Petrossian)
2. The Unthinking Majority – 3:46 (Video: Tawd Dorrnfeld)
3. Money – 3:53 (Video: Ara Soudjian)
4. Feed Us – 4:31 (Video: Sevag Verj)
5. Saving Us – 4:41 (Video: Kevin Estrada)
6. Sky Is Over – 2:57 (Video: José Rivera)
7. Baby – 3:31 (Video: Diran Noubar)
8. Honking Antelope – 3:50 (Video: Roger Kupelian)
9. Lie Lie Lie – 3:33 (Video: Martha Colburn)
10. Praise the Lord and Pass the Ammunition – 4:23 (Video: Greg Watermann)
11. Beethoven’s Cunt – 3:13 (Video: Adam Egypt Mortimer)
12. Elect the Dead – 2:54 (Video: Gariné Torossian)

### Bonustracks
japanische Version
- The Reverend King – 2:49 (nur auf der japanischen Version)

Special-Edition-Bonus-CD
- Blue – 2:45
- Empty Walls (Akustik-Version) – 3:46
- Feed Us (Akustik-Version) – 4:21
- Falling Stars – 3:05

## Singles
The Unthinking Majority wurde am 7. August 2007 als erste Single ausgekoppelt, war jedoch nur als Download erwerbbar. Das dazugehörige Musikvideo wurde von Tawd B. Dorenfield produziert und vier Tage zuvor am 3. August auf der offiziellen Website von Tankian veröffentlicht. Der Text beschäftigt sich mit Tankians Gedanken zu Scheinheiligkeit und instabiler Demokratie.
Empty Walls wurde die erste offizielle Single. Sie wurde am 10. September zuerst als Download und am 25. September als CD-Single veröffentlicht. Das Lied erreichte Platz drei in den Hot Modern Rock Tracks und Platz vier in den Hot Mainstream Rock Tracks der US-Billboard-Charts. Zudem hielt es sich eine Woche lang in den Billboard Hot 100 (Platz 97) auf. Das Musikvideo zu Empty Walls, das von Tony Petrossian gedreht wurde, erschien passend zu seinem Thema am 11. September 2007. Es zeigt Kinder beim Spiel in einer Art Kindergarten. Ein Mädchen baut aus Klötzen zwei Türme, die das World Trade Center darstellen sollen. Ein Junge zerstört diese mit einem Spielzeugflugzeug, worauf zwischen allen Kindern ein „Krieg“ entbrennt. Dabei werden auch verschiedene Szenen aus dem Irakkrieg nachgestellt, wie die Schleifung einer Statue von Saddam Hussein, repräsentiert durch einen übergroßen Teddybär, oder auch die Folterungen im Abu-Ghuraib-Gefängnis. Zwischendurch wird immer wieder Serj Tankian als Uncle Sam gezeigt, der inmitten der Kinder eine „düstere, quälende, trostlose Hymne an die Opfer des Kriegs“ ( Nick Thompson von den Manchester Evening News) singt.
Die nächste Singleauskoppelung ist Sky is Over, die am 16. Januar 2008 erst für Radiostationen freigegeben und im Februar dann auch als CD-Single veröffentlicht wurde. Zu diesem Anlass hat er gemeinsam mit Tony Petrossian als Regisseur ein zweites Musikvideo aufgenommen, das sich rein auf ihn und seine Gedanken zu dem Lied konzentriert.

## Video-Projekt
Zu allen Liedern des Albums wurde je ein Video gedreht, die Tankian nach und nach auf seiner Website veröffentlichte. Für jedes Video wurde ein anderer Regisseur engagiert. Diese hatten laut Tankian „komplette Handlungsfreiheit“ und sollten einfach eine Geschichte erzählen, die ihnen zu ihrem jeweiligen Lied einfällt. Tankian selbst kam in den Videos ursprünglich nicht vor, eine Ausnahme stellte nur das Video zu der offiziellen Single Empty Walls dar.
Alle Videos des Projekts wurden am 22. Oktober 2007 in einer Sondervorstellung in diversen Kinos quer durch die USA präsentiert.
| Veröffentlichung   | Track | Titel                                   | Regisseur           | Anmerkungen |
| ------------------ | ----- | --------------------------------------- | ------------------- | --- |
| 5. August 2007     | 2     | The Unthinking Majority                 | Tawd Dorrnfeld      | Spielzeugsoldaten im Krieg. Laut Tankian soll das Lied ein „Statement zu der aktuellen Katastrophe unserer versagenden Demokratie“ sein. |
| 11. September 2007 | 1     | Empty Walls                             | Tony Petrossian     | beschäftigt sich mit den Anschlägen vom 11. September 2001 und seinen Folgen |
| 10. Oktober 2007   | 5     | Saving Us                               | Kevin Estrada       | Ein Obdachloser zieht durch die Straßen und betrachtet die Menschen, denen es anscheinend besser geht. Diese halten alle Bettelschilder, auf denen anstatt der Bitte um Geld ihre Sorgen, Ängste, Anliegen und Hoffnungen notiert sind. Gegen Ende belasten ihn diese Probleme immer stärker, bis er schließlich zusammenbricht. Daraufhin laufen zwei kleine Mädchen auf ihm zu und drücken ihm je einen Geldschein in die Hand. Als er sie ansieht, steht auf ihren Schildern „Glaube“ und „Hoffnung“. |
| 20. November 2007  | 4     | Feed Us                                 | Sevag Verj          | |
|                    | 9     | Lie, Lie, Lie                           | Martha Colburn      | |
|                    | 8     | Honking Antelope                        | Roger Kupelian      | |
|                    | 12    | Elect the Dead                          | Gariné Torossian    | |
|                    | 7     | Baby                                    | Diran Noubar        | |
| 21. Februar 2008   | 6     | Sky is Over                             | José Rivera         | zeigt den armenischstämmigen Künstler Vahé Berberian, wie er seine Impressionen des Lieds zu einem Gemälde verarbeitet |
|                    | 11    | Beethoven’s Cunt                        | Adam Egypt Mortimer | |
| 2. März 2008       | 3     | Money                                   | Ara Soudjian        | |
|                    | 10    | Praise the Lord and Pass the Ammunition | Greg Watermann      | Sevag, der Bruder von Serj Tankian, spielt eine Art Fernsehprediger bei einer etwas ausgeflippten Show in einem Club. Anstelle der üblichen Gläubigen sind im Publikum jedoch Hardcore-Fans. Für den Videodreh wurde zuvor ein Casting ausgeschrieben, an dem jeder, der einen MySpace-Account hat, teilnehmen konnte. |

## Erfolg
Das Album wurde zum größten Teil positiv von Kritiken und Fans aufgenommen. In der ersten Woche stieg es auf Platz 4 der US-Billboard-Charts ein.

„Etwas wirklich erstaunlich Neues hat Serj Tankian mit ‚Elect The Dead‘ nicht geschaffen. Etwas wirklich Gutes, weil Kontroverses, Hirn, Herz und Nackenmuskel Ansprechendes, hingegen schon.“